# 獣亜綱
獣亜綱（じゅうあこう、Theria）あるいは獣類（じゅうるい）は、獣形類に属する脊椎動物の一群である。

## 概要
分類学においては亜綱の階級が与えられる。現存する哺乳類のほぼ全ての種がこの分類群に属している。このグループは、歯列などの形態により、真獣下綱と後獣下綱にさらに分類される。これに含まれないのはカモノハシとハリモグラなどカモノハシ目（単孔目）のもので、それらは原獣亜綱にまとめる。

## 形態
真獣下綱、後獣下綱及び初期絶滅群に共通する形態としては、
- 卵生ではなく胎生である。
- 外耳[1]、授乳用の乳首、歩行用の踵を持つ。
- 頭蓋側面が麟状骨と翼楔状骨（ともに側頭骨の一部）で構成されている。[2][3]

などが挙げられるが、最大の特徴とも言えるのは、トリボスフェニック(tribosphenic) 型後臼歯の獲得である。これは、tribo（トリボ）＝噛み砕く、sphene（スフェン＝楔形、転じて切り裂く）の名の通り、破砕と切断の機能を兼ね備えた臼歯である。これにより真獣類は食性を多様化し、様々なニッチを獲得することが出来たとされる。
真獣類は更に真獣下綱と後獣下綱に二分されるが、この両者の相違点は、
- 胎盤の有無。
- 歯列の構成。

などである。

## 起源
従来獣亜綱は化石記録から北半球起源とされてきた。しかし、かつてゴンドワナ大陸の一部であったマダガスカルでジュラ紀中期に発見された Ambondro mahabo（アンボンドロ・マハボ）はトリボスフェニック型の臼歯を持っており、この説を揺るがしている。しかし、これは単孔類につながる系統であるとの反論もあり、結論を見ていない。

## 分子系統学からの新説
生物分類における従来の形態学的な方法論とは異なる、ゲノム解析によるアプローチを有する分子系統学から、有袋類は、有胎盤類（真獣類）よりも単孔類に近縁であるという説が提唱されている（Marsupionta仮説）。これが本当ならば、獣亜綱は単系統群ではなくなり、分類上の意義を失う。もし、単孔類と有袋類が新しいグループを形成したとするならば、有袋類の胎生と有胎盤類の胎生はそれぞれ別々に獲得した形態か、もしくは単孔類の卵生が先祖帰りのように再獲得した形態ということになる。しかしこれは、塩基組成のバイアスのためともいわれ、この影響を排除した場合、後獣下綱と真獣下綱を単系統とする仮説が支持された。更に、二つの遺伝子に見つかった三つの挿入、欠失という決定的な証拠も提出された。そのため、獣亜綱が単系統群であるのはほぼ完全に証明されたといわれる。

## 分類
哺乳類 Mammalia
- 原獣亜綱 Prototheria / Australosphenida
- 獣形類 Theriiformes
  - †異獣亜綱 Allotheria （†は絶滅）
    - 多丘歯目 Multituberculata

  - †三錐歯目（正三錐歯目 / 三丘歯目） Triconodonta (Eutriconodonta)
  - 全獣類 Holotheria
    - †相称歯目 Symmetrodonta
    - ザテリア類 Zatheria
      - †ペラムス科 Peramuridae
      - 獣亜綱（真獣亜綱） Theria
        - †パッポーテリウム科 Pappotheriidae
        - 後獣下綱 Metatheria
        - 真獣下綱 Eutheria